# Shiner (Teksas)
Shiner je grad u američkoj saveznoj državi Teksas. Prema popisu stanovništva iz 2010. u njemu je živjelo 2.069 stanovnika.